# リポイ
リポイ（Ripoll）は、スペイン・カタルーニャ州ジローナ県のムニシピ（基礎自治体）。リポイェース郡の政庁所在地。タル川とフレサル川とが合流する地点にある。スペインとフランスの国境となっているピレネー山脈の麓にある。

## 歴史
888年、当時のバルセロナ伯ギフレ多毛伯がベネディクト会派のサンタ・マリア・デ・リポイ修道院を建設した。カタルーニャ内陸部をイスラム教徒から再征服したギフレは、この一帯に再度植民を行った。修道院はバルセロナ伯の庇護を受け、代々の伯爵の墓所となり、学問の中心ともなっていた。

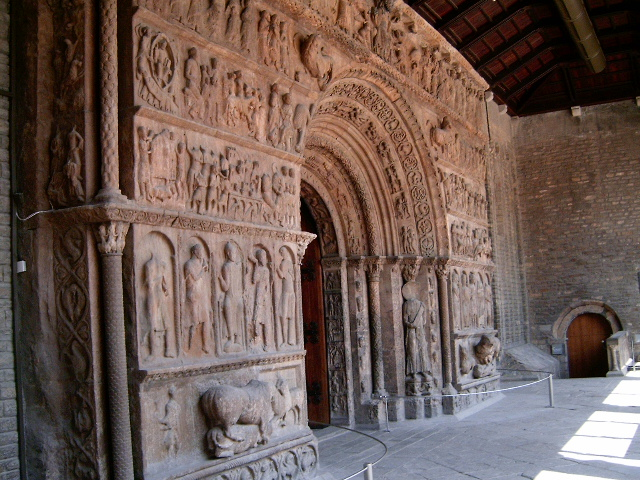
リポイ修道院にあるロマネスク様式のポルチコ